# إيمي هيكرلينج
إيمي هيكرلينج (بالإنجليزية: Amy Heckerling)‏ هي كاتِبة وكاتبة سيناريو ومنتجة أفلام ومخرجة وممثلة أمريكية، ولدت في 7 مايو 1954 بذا برونكس في الولايات المتحدة.

## أعمال

### أفلام
- (1982) فاست تايمز آت ريدجمونت[6][7]

## وصلات خارجية
- إيمي هيكرلينج على موقع IMDb (الإنجليزية)
- إيمي هيكرلينج على موقع روتن توميتوز (الإنجليزية)
- إيمي هيكرلينج على موقع ألو سيني (الفرنسية)
- إيمي هيكرلينج على موقع أول موفي (الإنجليزية)
- إيمي هيكرلينج على موقع بوكس أوفيس موجو (الإنجليزية)
- إيمي هيكرلينج على موقع قاعدة بيانات الأفلام السويدية (السويدية)
- إيمي هيكرلينج على موقع إن إن دي بي (الإنجليزية)
- إيمي هيكرلينج على موقع ديسكوغز (الإنجليزية)
- إيمي هيكرلينج على موقع قاعدة بيانات الفيلم (الإنجليزية)
- إيمي هيكرلينج على موقع كينوبويسك (الروسية)